# Victor Douceré
Victor Douceré né à Évran (Côtes-d'Armor), 3 avril 1857- Port-Vila, 12 mai 1939) est un missionnaire français, évêque, vicaire apostolique des Nouvelles-Hébrides. 

## Biographie
Ordonné prêtre du diocèse de Saint-Brieuc le 17 décembre 1881, il entre chez les maristes en 1886. En janvier 1887, il est envoyé en Nouvelle-Calédonie puis, en 1889, est nommé supérieur de la mission des Nouvelles-Hébrides. 
Malade, il revient à Nouméa et ne peut regagner les Nouvelles-Hébrides qu'en 1900. 
Devenu évêque titulaire de Terenuthis (de) et vicaire apostolique des Nouvelles-Hébrides (1904-1939), il sera jusqu’à sa mort à la tête des missions des Nouvelles-Hébrides. Il organise tous les liens entre les diverses missions à travers tout l'archipel, voyage régulièrement d'île en île, jusqu'au plus lointaines, ouvre des écoles de catéchistes et fait vernir des sœurs pour s'occuper de l'hôpital de Port-Villa. Bon diplomate, il entretient aussi d'excellentes relations avec les autorités du condominium franco-britannique. 
Par ailleurs, passionné de botanique, il introduit aux Nouvelles-Hébrides de nouvelles espèces de bananes et de mangues. On lui doit aussi des travaux de linguistique et d'ethnographie sur l'archipel. 

## Œuvres
- Les populations indigènes des Nouvelles-Hébrides, 1922 et 1924
- La mission catholique aux Nouvelles-Hébrides, 1934, prix Juteau-Duvigneaux de l’Académie française en 1935
- Curiosités linguistiques, 1936
- Journal de monseigneur Victor Douceré, 1993